# Hello World (pel·lícula)
Hello World (ハロー・ワールド) és una pel·lícula de drama romàntic de ciència-ficció japonesa del 2019 dirigida per Tomohiko Itō a partir d'un guió original escrit per Mado Nozaki. Produïda per Graphinica i distribuïda per Tōhō, la pel·lícula està ambientada en un Kyoto futurista on un estudiant de secundària anomenat Naomi Katagaki es troba amb una persona que afirma ser ell mateix, que ha viatjat en el temps de 10 anys en el futur per salvar una companya de classe anomenada Ruri Ichigyo. Es va estrenar a la plataforma AnimeBox el 14 de juliol de 2023 amb doblatge en català.
La pel·lícula és protagonitzada per Takumi Kitamura, Tōri Matsuzaka i Minami Hamabe. El desembre de 2018, Itō va anunciar que dirigiria la pel·lícula juntament amb Nozaki i el dissenyador d'animació de personatges Yukiko Horiguchi, convertint-se en la seva primera pel·lícula fora de la sèrie Sword Art Online que dirigiria.
Hello World es va estrenar a Kyoto l'11 de setembre de 2019 i es va estrenar als cinemes japonesos el 20 de setembre. La pel·lícula va recaptar més de 25 milions de dòlars a tot el món, i els crítics van elogiar la direcció i l'animació. La pel·lícula va ser novel·litzada, se'n van editar dues adaptacions de manga i una sèrie d'anime derivada.

## Argument
És l'any 2027 i la ciutat de Kyoto ha experimentat un immens avanç tecnològic. Allà hi viu en Naomi Katagaki, un tímid i indecís estudiant de secundària amant dels llibres. Un bon dia, a en Naomi se li apareix al davant un home que tan sols pot veure ell i que assegura que és el seu jo de deu anys en el futur. D'acord amb el Naomi del futur, d'aquí a tres mesos començarà a sortir amb la seva companya Ruri Ichigyo, però morirà en un tràgic accident. Així doncs, li demana que l'ajudi a salvar-la i d'allà en neix una curiosa camaraderia entre el Naomi del present i el del futur. De mica en mica, el Naomi del present anirà descobrint el fatal destí de la Ruri, el veritable propòsit del Naomi del futur i el gran secret ocult d'aquest món.